# 华南农业大学校友列表
本列表收录华南农业大学的知名校友。根据《华南农业大学章程》规定，校友包括在华南农业大学及其前身学习过的毕（肄）业生或工作过的教职工，学校成人高等教育、高等教育自学考试和各种培训班、进修班等毕（结）业人员，学校聘请的名誉教授、名誉博士、客座教授、兼职教授和有关人员。

## 学术

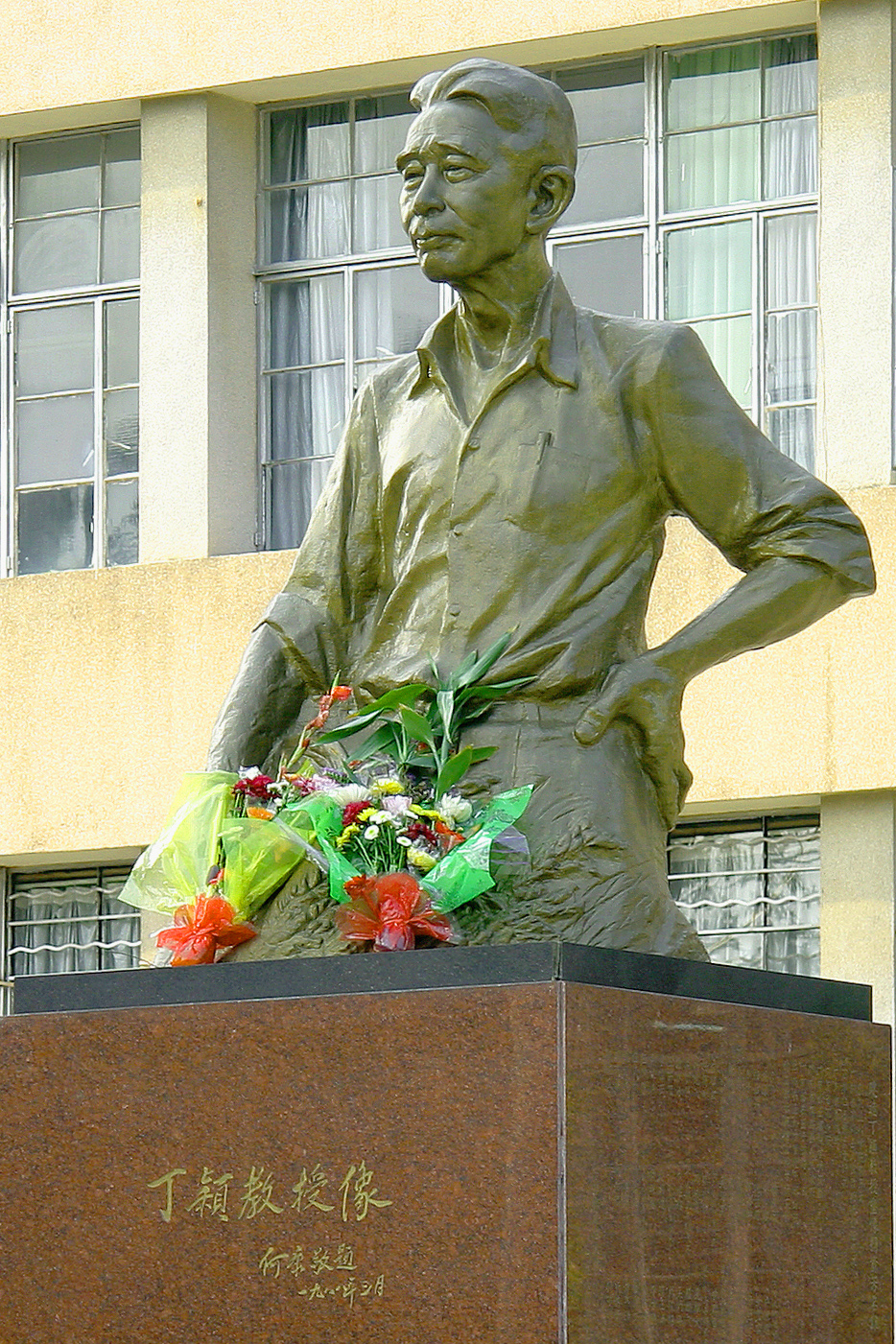
丁颖教授塑像

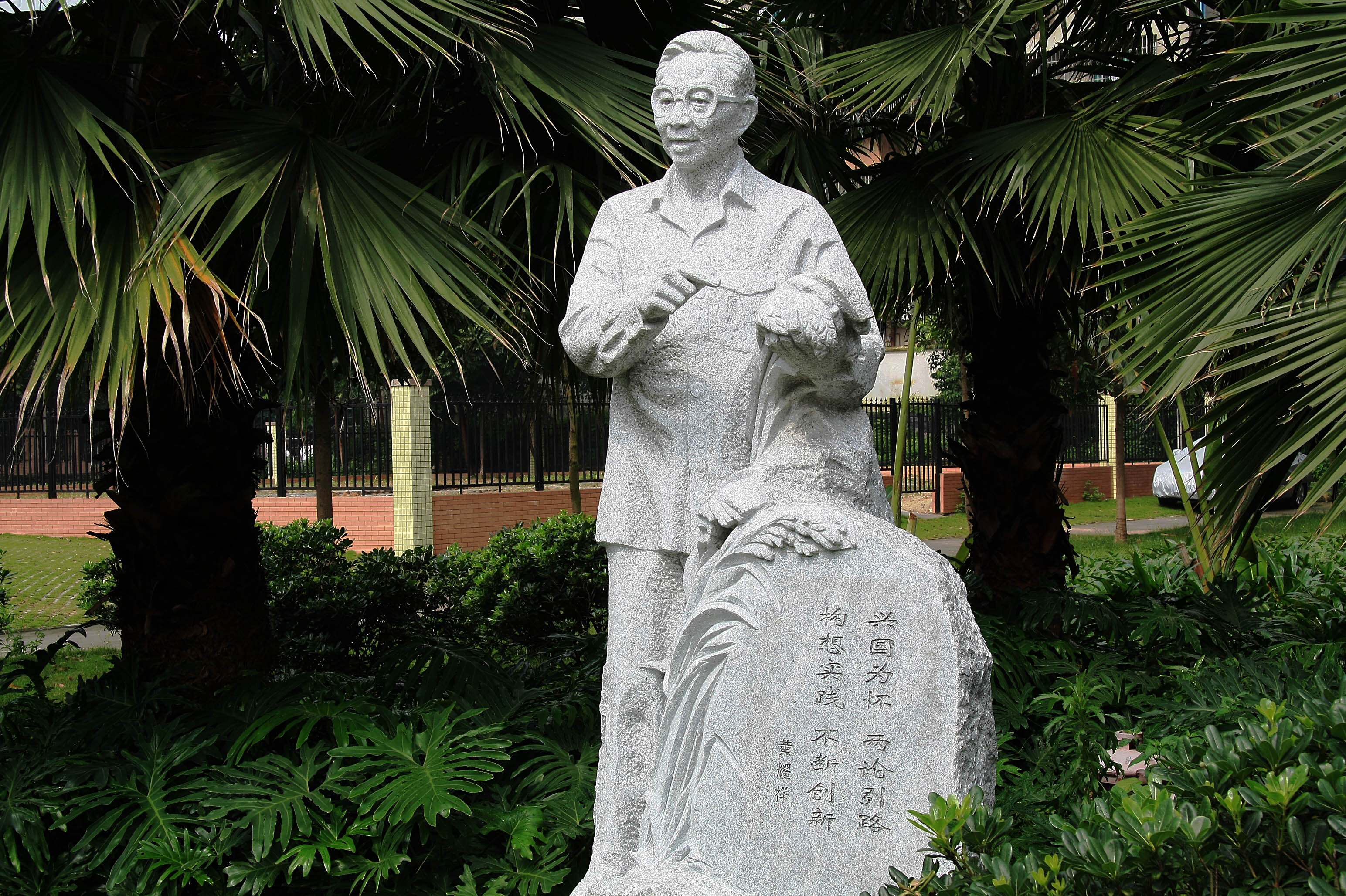
黄耀祥院士塑像

- 丁颖：著名的农业科学家，中国现代稻作科学主要奠基人，华南农学院第一任院长
- 邓植仪：著名农业教育家、土壤学家
- 沈鹏飞：著名林学家、林业教育家
- 李沛文：著名教育家、农业科学家
- 张巨伯：农业昆虫学家，曾任国际昆虫学会副主席
- 陈焕镛：中国科学院院士[3]，著名植物学家，曾任中山大学林学系主任
- 赵善欢：中国科学院院士[4]，1933年毕业于中山大学农学院农业专门部学习昆虫学，1952年任华南农学院副院长
- 蒲蛰龙：中国科学院院士，曾任华南农学院教授
- 卢永根：中国科学院院士[5]，并获选为2017感动中国十大人物之一
- 庞雄飞：中国科学院院士[6]，1953年毕业于华南农学院植物保护系
- 黄耀祥：中国工程院院士，毕业于国立中山大学农学院
- 郑儒永：中国科学院院士[7]，真菌学家，1949年就读于岭南大学，岭南大学农学院并入华南农学院后转入华南农学院，1953年毕业于华南农学院
- 罗锡文：中国工程院院士，1982年毕业于华南农学院，获农业机械化专业硕士学位
- 林鸿宣：中国科学院院士，1983年7月毕业于华南农业大学，获学士学位
- 蒋英：著名植物学家
- 黄昌贤：著名果树专家、园艺教育家
- 刘耀光：中国科学院院士[8]，植物遗传学家，1981年毕业于华南农学院，现任华南农业大学教授
- 兰玉彬：欧洲科学、艺术与人文学院院士（2018）

## 企业
- 温志芬：广东十大经济风云人物
- 万玉华：广东省企业文化十大杰出人物
- 赖国传：云毅国凯体育发展有限公司主席，于2016年对英超西布朗维奇足球俱乐部进行收购

## 政治
- 罗富和：中国民主促进会中央常务副主席，第十一、十二届全国政协副主席
- 阮功丹：1958年毕业于华南农学院农学专业，曾任越南社会主义共和国农业部长、副总理
- 温思美：中国民主同盟中央委员会副主席、广东省委员会主任委员，第十一届全国政协委员
- 苏泽群：曾任中共广州市委政法委副书记、广州市人民政府副市长、第九届全国人大代表。
- 邓海光：历任华南师范大学团委书记、中共惠州市博罗县委副书记、书记、市委常委等、共青团广东省委书记、中共茂名市委副书记、代市长、市长、中共茂名市委书记、广东省人民政府副省长、广东省政协副主席。
- 严植禅：曾任中共湛江市委副书记、市政法委书记、中共广西壮族自治区党委常委、区人民政府副主席，中共广东省委常委、省委统战部部长，中共揭阳市委书记、市人大常委会主任，中共安徽省委常委、省委组织部部长，中央人民政府驻澳门特别行政区联络办公室副主任
- 李和平：羊城晚报报业集团党委副书记
- 陈玉驹：美国纽约中华公所主席
- 周安靖：美国纽约州州议会贡献奖获得者、美国总统义工奖获奖者

## 演艺
- 李诞：作家、编剧、脱口秀演员
- 许凯：男演员